# Masakazu Koda
Masakazu Koda (幸田 将和 Koda Masakazu?,  nacido el 12 de septiembre de 1969 en Ehime) es un exfutbolista japonés. Jugaba de defensa y su último club fue el Ehime FC de Japón.

## Trayectoria

### Clubes
| Club                | País  | Año         |
| ------------------- | ----- | ----------- |
| Sanfrecce Hiroshima | Japón | 1988 - 1994 |
| Vissel Kobe         | Japón | 1995 - 1998 |
| Yokohama FC         | Japón | 1999 - 2001 |
| Ehime FC            | Japón | 2002 - 2003 |